# Neue Sirene
Neue Sirene (Новая Сирена) — немецкая литературная газета из Мюнхена. Выпускается с 1994 г. Редактор Беттина Гогоф (нем. Bettina Hohoff). Публикует немецкую и международную классическую и современную литературу.
С номера 21 (2007) Neue Sirene выходит в виде журнала. Среди публикуемых авторов такие как: Марат Абраров, Эмили Дикинсон, Клаус Эбнер, Имре Кертес, Жан Кокто, Михаил Кузмин, Джелу Наум, Луц Ратенов, Райнер Мария Рильке, Иван Жданов и др.